# Lago Chico (Chubut)
El Lago Chico es un lago andino de origen glacial ubicado en Argentina, en el territorio de la provincia del Chubut, en el departamento Futaleufú, Patagonia.

## Geografía
El lago tiene la forma de un rombo, cuyo eje principal es alargado hacia el noroeste hasta el sureste, más o menos 1,9 kilometrós. Se encuentra en el interior del parque nacional Los Alerces.
El río Stange y el lago Stange, que se extiende al noroeste, son a la vez el principal afluente y la única salida del lago Chico. El río Stange desemboca en el lago Krüger que distancia unos 4,2 kilómetros en línea recta. Aguas arriba, el extremo sureste del lago Stange es de 4,4 km de distancia.